# International Superstar Soccer 2000
International Superstar Soccer 2000 (también conocido como 'ISS 2000””) es un videojuego de fútbol de la serie International Superstar Soccer creado por la compañía japonesa KONAMI y producido por Major A. Este juego fue publicado en el año 2000. El juego goza de una perspectiva lateral multi-posición, y fue distribuido en cartuchos de 64Mbits, para las plataformas Nintendo64, y en PlayStation con CD-ROM.

## Descripción
Este juego es la secuela para International Superstar Soccer pro 98, la saga de juegos de fútbol de Konami.  ISS 2000 contaba con animaciones relativamente destacables, sin embargo en cuanto al físico de los jugadores el trabajo quedó un poco atrasado, los jugadores aunque tienen definido el rostro, carecen de expresiones, y aunque celebren parecen siempre estar serios, y en las tomas largas los brazos parecen ser triangulares, sin embargo, si se acerca la cámara la definición de las extremidades es muy superior. El terreno de juego estaba muy bien definido para la época, llegando a dar la impresión de tamaño y el césped era de una gran calidad gráfica. Existen 100 Selecciones Nacionales. También se puede elegir entre 17 formaciones y 22 estrategias, pero solo 6 se podían elegir para el partido.

## Modo de juego
Copa Internacional (equivalente a un Mundial con una clasificación previa): La copa internacional está compuesta 13 partidos, 6 clasificatorios, tres en fase de grupos y cuatro de eliminación directa, la Eliminatoria regional, realizada por grupos de 4 equipos en series de ida y vuelta varia de dificultad dependiendo la región del equipo elegido, siendo las Europeas las más asequibles y las 25 Americanas pueden ser las más duras, “cuantitativamente” las de 34 Asia pueden revestir cierta dificultad por el nivel parejo de los equipos.
En Europa los grupos de clasificación suelen clasificar en ocasiones al tercer lugar del grupo clasificatorio, pero el jugador necesariamente debe quedar en los primeros dos puestos para pasar, en este punto, las eliminatorias generalmente en un nivel superior al medio, son partidos rápidos, llenos de oportunidades, ya que la máquina juega más al ataque; en los niveles principiante y fácil, (Beg. &Low) la máquina suele jugar más a la posesión de balón.
La fase de grupos o fase dos, inspirada en la forma de realizarse la Copa Mundial de la FIFA desde Francia 1998, está constituida por 8 grupos de cuatro equipos. Clasificando los primeros 2, los octavos de final, cuartos de final, semifinales y finales son de eliminación directa, con alargues y tiros desde el punto de penal.
Primordialmente suelen llegar a la final equipos de Europa A y Sudamérica. El triunfo en la final da acceso a una celebración de jugadores que dan la vuelta olímpica y luego a los créditos. 
Liga Mundial (Liga, todos contra todos): Esta competición se puede considerar todo un desafío ya que es el que de mayor números de juegos se compone. Con un número de 16 y/o 32 selecciones el que requiere mayor tiempo y paciencia. El torneo consta de dos vueltas los partidos, como en el Torneo Internacional duran mínimo 5 minutos por tiempo la liga es generalmente muy irregular, se espera que como en ediciones anteriores los equipos como Brasil, Alemania, Argentina, e Italia solo pierden uno o dos partidos (generalmente contra el jugador) pero en muchos casos algunos de estos equipos tienen desde rachas de ensueño hasta una temporada de pesadilla, resultando en que selecciones como Brasil y Alemania pueden sumar solo 10 puntos en 30 juegos; la situación se hace todavía más extraña cuando la punta es disputada por equipos como Japón o México.
Modo de Escenario: En una sección del juego donde se puede elegir jugar entre dieciséis partidos, cada uno de estos partidos ya están arreglados, ya están elegidos los equipos, tienen un resultado (que dependiendo de lo dificultoso del partido, serán los goles necesarios para dar vuelta el resultado), generalmente estos partidos están en los últimos compases del segundo tiempo de juego dándole al jugador poco tiempo para intentar ganar el partido. La dificultad está marcada de 1 en 5 por estrellas, esta será más difícil dependiendo la cantidad de goles que haya que hacer para ganar el partido. Si se logra ganar el partido al final se concederá una contraseña.
Partido de pre-temporada: Se divide en partido amistoso y liga corta; en la primera opción elegimos a un equipo y jugamos contra un rival, elegimos estadio, clima, hora, dificultad y árbitros; se pueden realizar algunos ajustes de formación, alineación y estrategia y se salta al campo.
En el segundo modo, hacemos un torneo corto todos contra todos de 4, 6 y 8 equipos y de 1 a 2 vueltas.
Eurocopa: basada en el Campeonato Europeo de Fútbol, más conocido como Eurocopa o UEFA Euro, es el torneo internacional de selecciones nacionales de fútbol de Europa, se juega como en los otros torneos desde las eliminatorias, se disponen de 51 selecciones para elegir, de las cuales 48 deberán disputar una eliminatoria hacia el torneo definitivo donde 16 selecciones se dividen en 4 grupos y luego se disputa la fase final. De ganarse, se desbloquean los equipos All-Star.

### Modo Carrera
No disponible en todas las versiones, es el más complejo modo de todo el juego. Es literalmente la vida de un avatar futbolista durante tres años en un club, debemos entrenar, ganarnos el apoyo de los compañeros, la buena vista de los entrenadores y sobre todo: Impresionar al director técnico de la selección nacional.
Dispone de 24 ligas de 24 países para dar el salto a la fama, con equipos de nombres diferentes pero inspirados en equipos reales y con uniformes diferentes, debido a la limitada selección de patrones. 
Hay 20 diferentes avatares para jugar, 5 con apariencia europea, 5 con apariencia latina, 5 con apariencia africana y 5 con apariencia asiática; después de elegir un avatar, le damos un nombre, (generalmente el nombre del usuario) después el nombre del club en el que jugara; la bandera del equipo,  los uniformes de local, de visita y del portero; después se define el equipo rival, la posición del jugador de 11 posiciones disponibles (incluso portero); además de sus datos físicos.
El modo inicia en un partido de entrenamiento donde el jugador comienza la historia, ingresando en el último minuto, debe de demostrar buenas habilidades para poder ingresar al club, donde tratara de cumplir el sueño que le hace a su mejor amigo (y rival en el juego), llevar a la selección nacional de su país a la victoria de la Copa del Mundo. 
Después del partido de inicio, conoce a los compañeros de equipo y tendrá que entrenar duro para ingresar en el equipo titular durante todo el primer año. Después de un partido de entrenamiento contra el equipo de su rival, el equipo de nuestro jugador pierde de manera garrafal, esto motiva a nuestro avatar a superarse para poder conseguir el cumplimiento de su promesa.El panel de acciones permite elegir si entrenar, descansar (muy recomendable después de ciertas cesiones de entrenamiento), salir a divertirse, hablar con alguien, la evaluación de los conocidos, el estado propio, y guardar la información. Es necesario llevar un buen control de las acciones, pues se debe estar animado, con energía y determinado si desea recatar el modo, el jugador le da importancia al deporte representándolo como un balón en llamas, y mientras más contento este, más fuerte será el fuego.
En el panel de entrenamiento se puede elegir mejorar en velocidad, arranque, control de balón, cabezazos, disparos, defensa, tiros libres, y formaciones; cada una de estas consume cierto nivel de energía y dependiendo de la capacidad física del jugador tendrá una probabilidad de lesionarse, además aumentan conforme el resultado propio después de un partido por ejemplo si se destaca por dar pases exitosos, puede aumentar 6 puntos en formaciones).
Si se elige descansar el jugador descansara una semana de entrenamiento, recuperando un cierto nivel de energía. En caso de lesionarse si no es nada serio (un desgarre por ejemplo) el jugador debe asistir a la clínica del equipo por una semana, si es algo más serio (fracturas o esguinces) el jugador debe ser ingresado al hospital y no jugar desde una semana hasta varios meses y si las lesiones son muy serias, el jugador puede llegar a tener que retirarse por esa causa.
En caso de optar por recreación el jugador saldrá a la ciudad, el parque, el cine, una tienda, el gimnasio o incluso llegue a conocer a alguien; es muy probable que se encuentre de manera casual con una amiga de la infancia, si se llega a frecuentar pueden llegar a empezar una relación.
Hablar con alguien es una herramienta útil si se habla por ejemplo con el director técnico, con el que se pueden aprender ciertas habilidades y mejorarlas, con el entrenador se puede aumentar los puntos de las habilidades, con el preparador físico se puede mejorar la resistencia a las lesiones y fortalecer los puntos débiles. Si se habla con los compañeros de equipo es posible mejorar el nivel de juego colectivo. Además hay otras personalidades con las cuales hablar como la madrina del equipo y gente conocida. 
A medida que pasa el tiempo, el entrenador le pondrá pruebas al jugador creado, y jugara algunos partidos de entrenamiento conforme su nivel; debiendo tener un nivel considerable para el inicio de la temporada. Mientras el jugador entrena y conoce a sus compañeros, se hace de la amistad del capitán del equipo, es por ese tiempo, se descubre que el capitán está lesionado, pero el mantiene esa lesión en secreto y asegura que es necesario que el juegue todos los partidos para asegurar la calificación del equipo en la parte alta de la tabla. Casi a finales del primer año, en un partido contra el equipo rival, el capitán sufre una complicación de la lesión en pleno partido, por lo que tiene que abandonarlo, es allí cuando él se da cuenta de que no podrá volver a jugar fútbol otra vez, el entrenador nos manda al campo, aunque como usuarios no jugamos el partido, al final se revela que el partido se perdió.
En el segundo año, el jugador es partícipe en la temporada debido a la salida del capitán del equipo el cual se retira en el año anterior, debiendo enfrentarse a equipos rivales y disputar las competiciones, como la liga, la copa continental y un torneo internacional llamado Liga Master, en el cual el equipo del jugador se enfrenta a los mejores equipos de su continente, y si clasifica a la fase final, contra equipos de otros continentes (generalmente europeos). 
En este año se enfrenta a los equipos nacionales, cada uno más hábil que el anterior y además al equipo de su mejor amigo y rival, donde deberá demostrar gran nivel pues las habilidades de los jugares adversarios son exageradas. 
En el tercer y último año, el jugador debe jugar el mundial de clubes, pelear la convocatoria al combinado nacional de su país, pero es posible que sea convocado antes para un partido amistoso, en ese caso deberá tener por lo menos un 95% en cada una de sus habilidades. De ser llamado a la selección al final de la temporada, el jugador es adelantado seis meses en el tiempo hacia la Copa del Mundo donde está a punto de jugar con su mejor amigo; el modo será rescatado y la imagen del avatar podrá ser transferida a la selección, y de esta forma jugar en todos los modos del juego; si no lo lograra el juego termina con el director técnico diciéndole: “You was great, don’t blame yourself. Try again.” (Lo hiciste bien, no te culpes. Intenta de nuevo).

## Selecciones nacionales
El juego incluye 100 selecciones, el mayor número de selecciones nacionales en un International Superstar Soccer. Debido a la inclusión de un modo similar a la Eurocopa (incluyendo las rondas clasificatorias al campeonato europeo), todas las selecciones adscritas a la UEFA aparecen en el juego. Hacen su debut en la saga las selecciones de Luxemburgo, San Marino, Andorra, Liechtenstein, Islandia, Islas Feroe, Polonia, República Checa, Eslovaquia, Eslovenia, Hungría, Bosnia-Herzegovina, Albania, Macedonia, Estonia, Letonia, Lituania, Bielorrusia, Ucrania, Moldavia, Georgia, Armenia, Azerbaiyán, Malta, Chipre, Israel, Egipto, Malí, Ghana, Liberia, Argelia, Cuba, Honduras, Costa Rica, Trinidad y Tobago, Ecuador, Venezuela, Corea del Norte, China, Hong Kong, Malasia, Tailandia, Nepal, India, Catar, Irak, Kuwait, Fiji y Papúa Nueva Guinea.

### Europa (UEFA), (51 selecciones)
| - 'Alemania' - 'Francia' - 'Italia' - 'España' - 'Países Bajos' - 'Suiza' - 'Austria' - 'Dinamarca' - 'Bélgica' - 'Portugal' - 'Luxemburgo' - 'San Marino' - 'Andorra' - 'Liechtenstein' | - 'Inglaterra' - 'Escocia' - 'Gales' - 'Irlanda' - 'Irlanda del Norte' - 'Suecia' - 'Noruega' - 'Finlandia' - 'Islandia' - 'Islas Feroe' | - 'Serbia' (1, 2) - 'Croacia' - 'Rumania' - 'Bulgaria' - 'Grecia' - 'Polonia' - 'República Checa' (3) - 'Eslovaquia' - 'Hungría' - 'Eslovenia' - 'Bosnia-Herzegovina' - 'Albania' - 'Macedonia' | - 'Rusia' - 'Turquía' - 'Estonia' - 'Letonia' - 'Lituania' - 'Bielorrusia' - 'Ucrania' - 'Moldavia' - 'Georgia' - 'Armenia' - 'Azerbaiyán' - 'Malta' - 'Chipre' - 'Israel' |

### África (CAF), (9 selecciones)
| - 'Camerún' - 'Nigeria' - 'Sudáfrica' - Túnez - 'Egipto' - 'Malí' - 'Ghana' - 'Argelia' - 'Marruecos' |

### América (CONCACAF y CONMEBOL), (CONCACAF 8 selecciones) y (CONMEBOL 10 selecciones)
| - 'Estados Unidos' - 'Canadá' - 'México' - 'Jamaica' - 'Cuba' - 'Honduras' - 'Costa Rica' - 'Trinidad y Tobago' | - 'Brasil' - 'Argentina' - 'Colombia' - 'Uruguay' - 'Paraguay' - 'Bolivia' - 'Chile' - 'Perú' - 'Venezuela' - 'Ecuador' |

### Asia/Oceanía (AFC y OFC), (21 selecciones)
| - 'Japón' - 'Corea del Sur' - 'Corea del Norte' - 'China' - 'Hong Kong' - 'Tailandia' - 'Malasia' | - 'Arabia' - 'EAU' - 'Irán' - 'Uzbekistán' - 'Kazajstán' - 'Nepal' - 'India' - 'Iraq' - 'Kuwait' - 'Qatar' | - 'Australia' - 'Nueva Zelanda' - 'Papúa Nueva Guinea' - 'Fiji' |

## Jugadores
En este juego tenemos 100 selecciones nacionales a disposición. Los nombres de los jugadores son ficticios, sin embargo se puede reconocer claramente a varias figuras de la época por sus nombres similares. Estos casos son los más conocidos.
 Argentina
- Guesbo = Hernán Crespo
- Denzales = Cristian Kily González
- Gorondo = Fernando Redondo
- Malmeder = Matías Almeyda

 Chile
- Gocorano = Iván Zamorano
- Zavas = Marcelo Salas

 Colombia
- Shigita = René Higuita

 Italia
- Putton = Gianluigi Buffon
- Nardani = Paolo Maldini
- Enzachi = Filippo Inzaghi
- Vocchi= Francesco Totti

 Suecia
- Erhztman = Magnus Hedman
- Runneberg = Fredrik Ljungberg
- Rasshon= Henrik Larsson

 Alemania
- Pehnann = Jens Lehmann
- Movotny = Jens Nowotny
- Bayane = Michael Ballack

 México
- Dantos = Jorge Campos
- Larquen = Rafael Márquez

 Costa Rica
- Bonseca = Rolando Fonseca
- Vanshopp = Paulo César Wanchope

 Brasil
- Sharos = João Carlos dos Santos
- Garlos = Roberto Carlos
- Devaldo = Rivaldo
- Emerton = Emerson
- Roddard = Ronaldo

 Países Bajos
- Babids = Edgar Davids
- Bluieverp = Patrick Kluivert
- Dergdamp = Dennis Bergkamp

 Francia
- Parquez = Fabien Barthez
- Bizarisu = Bixente Lizarazu
- Shibane = Zinedine Zidane
- Panry = Thierry Henry
- Tubarry= Christophe Dugarry
- Debeguet= David Trezeguet
- Higeira= Patrick Vieira

 España
- Paoúl = Raúl

## Formaciones
| - 4-5-1 - 4-4-2 - 4-3-3 - 4-2-4 | - 3-6-1 - 3-5-2 - 3-4-3 - 3-3-4 - 3-2-5 | - 2-5-3 - 2-3-5 - 5-4-1 | - 5-3-2 - 5-2-3 | - 1-5-4 - 1-4-5 |

## Árbitros
En el juego dispone de tres árbitros distintos: Carlos, Heinz y Hasegawa, Los tres son los mismos de las ediciones anteriores y sus comportamientos son iguales.
Carlos, de aspecto afroamericano, suele interrumpir el juego por todo tipo de contactos lo que hace que el jugador deba medirse en el número de barridas al rival, mucho más si te encuentras cerca del área chica a defender, sin embargo, es muy cauto a la hora de mostrar tarjetas y expulsar a jugadores.
Heinz, de aspecto europeo, señala menos infracciones, pero es más estricto a la hora de castigar, lo que representa la posibilidad de tarjetas en las faltas que se piten aunque eso si, muy de acuerdo al reglamento del fútbol (ej:una barrida por detrás es seguro tarjeta amarilla). Es el más correcto de los tres.
Hasegawa, de aspecto asiático, es el más estricto de los anteriores, no perdonará ninguna barrida por detrás o empujón sin tarjeta. Existe la opción aleatoria en la elección del árbitro, o selectiva si se trata de juegos amistosos.

## Estadios
Aunque no se poseen los derechos de los nombres de los estadios, sus regiones y sus estructuras son evidentes:

### Nintendo 64 y PlayStation
| #  | Estadio                    | Nombre Verdadero           | Localización              | Club Local                                             |
| -- | -------------------------- | -------------------------- | ------------------------- | ------------------------------------------------------ |
| 1  | South America Main Stadium | Maracaná                   | Brasil / Río de Janeiro   | Flamengo, Fluminense, Selección Brasileña              |
| 2  | Mexico Stadium             | Estadio Azteca             | México / Ciudad de México | América, Selección Mexicana                            |
| 3  | Tokyo Stadium              | Estadio Olímpico de Tokio  | Japón / Tokio             | No tiene                                               |
| 4  | Euro Center Stadium        | Parque de los Príncipes    | Francia / París           | Paris Saint-Germain                                    |
| 5  | Euro International Stadium | Stade Félix Bollaert       | Francia / Lens            | Racing Club de Lens                                    |
| 6  | Saint-Denis Stadium        | Stade de France            | Francia / Saint-Denis     | Selección francesa                                     |
| 7  | Stadio Milano              | Giuseppe Meazza            | Italia / Milano           | Inter, Milan                                           |
| 8  | Rotterdam Stadium          | de Kuip                    | Países Bajos / Róterdam   | Feyenoord Rotterdam, Selección Neerlandesa             |
| 9  | Munchen Stadium            | Estadio Olímpico de Múnich | Alemania / Múnich         | Bayern Múnich (1972-2005), TSV 1860 Munich (1972–2005) |
| 10 | Africa Stadium             | Estadio Ahmadou Ahidjo     | Camerún / Yaundé          | Canon Yaoundé, Tonnerre FC, Selección Camerunesa       |

Puede variar también el horario (mañana, tarde, noche) y clima (día soleado, día nublado, nevada y lluvia). El factor clima influye en el desarrollo del juego de tal forma que en partidos con lluvia el campo es muy resbaloso, de modo que si el jugador pierde el control de balón, es muy probable que se resbale y caiga al suelo; en caso de que nevara, el campo es estancado, los pases al ras son casi imposibles a largas distancias, y los jugadores pueden fatigarse más rápidamente.

## Niveles
El juego cuenta con cinco tipos de niveles de dificultad, en los cuales varían la habilidad del arquero, la calidad de los delanteros rivales y su defensa.
- Nivel 1 (Beg): Tiene una defensa más parada, no se acerca hacia el jugador y el ataque es débil e inofensivo. El arquero muestra el mínimo de profesionalidad. Adecuado para novatos o principiantes, la máquina se concentra solo en la posesión de balón.

- Nivel 2 (Low): Es parecido al primero, pero con más nivel en la portería, un ataque más posesivo y más rápido.

- Nivel 3 (Mid): Más difícil de anotar, la defensa bien parada muestra más esfuerzo, es frecuente la marca de faltas, el juego se vuelve más ofensivo y brusco.

- Nivel 4 (High): El partido es más intenso y aumenta la posibilidad que el equipo rival haga más goles, es desborde táctico muy ofensivo.

- Nivel 5 (Top): Tanto la defensa como cualquier jugador rival casi siempre está pegado a ti, es muy difícil desmarcarte, el arquero tiene más seguridad y es mejor, por tanto los goles son mucho más difíciles de anotar, se combinan las opciones técnicas y tácticas, son partidos llenos de oportunidades.